# Хута-Войвозь
Хута-Войвозь, Хута-Войвозі (рум. Huta Voivozi) — село у повіті Біхор в Румунії. Входить до складу комуни Шинтеу.
Село розташоване на відстані 412 км на північний захід від Бухареста, 43 км на схід від Ораді, 94 км на північний захід від Клуж-Напоки.

## Населення
За даними перепису населення 2002 року у селі проживали 213 осіб, з них 209 осіб (98,1%) словаків. Рідною мовою 209 осіб (98,1%) назвали словацьку.